# Karel Maráz
Karel Maráz (* 16. srpna 1971 Brno) je vysokoškolský pedagog, český historik a archivář v Archivu Vysokého učení technického Brně. 

## Vědecké a zájmové zaměření
Působil jako vědecký pracovník Ústavu pomocných věd historických a archivnictví FF MU. Specializuje se především na sfragistiku, heraldiku, genealogii a vybrané úseky středověkých dějin, zvláště na dobu posledních Přemyslovců a osobnost Oldřicha II. z Rožmberka a jeho falzátorskou činnost, jíž se v současné době věnuje nejdůkladněji a je považován za specialistu této problematiky.
Jeho přínos pro českou historiografii lze mj. spatřovat v problematice osobnosti a doby posledního krále z rodu domácí dynastie Přemyslovců – Václava III. Svému heuristickému studiu podrobil dodnes neobjasněnou vraždu posledního Přemyslovce a po obsáhlé stati spisovatele literatury faktu Miroslava Ivanova se mu jako jedinému vědeckými syntézami podařilo v této problematice mírně pokročit. Zároveň k osobnosti Václava III. přinesl nové poznatky, zvláště co se jeho uherské titulatury týče, a odkryl odlišný úhel pohledu, než jakým na něj bylo dosud nahlíženo.
Vede redakční radu edice osmého dílu českého diplomatáře pro léta 1306–1310.
Dále se, mimo vysokoškolské pedagogiky, přednášek a výstav, realizuje v návrzích obecních znaků, umělecké fotografii krajiny a zachycení okamžiku.

## Odborné vzdělání, ocenění
- 1994 Mgr.
- 2002 Ph.D.
- 2003 PhDr.

- 2004 Čestný občan obce Lužnice

## Členství ve vědeckých radách a orgánech
- Člen Matice moravské, oborové rady Výzkumného střediska pro dějiny střední Evropy FF MU.
- Člen Komise pro vydávání středověkých pramenů diplomatické povahy při Historickém ústavu Akademie věd České republiky.
- Člen Redakční rady Českého diplomatáře.
- Člen redakční rady Mediaevalia historica Bohemica (od 2008).
- Člen Centra medievistických studií AV ČR a UK (od 2009).

## Dílo

### Samostatné knižní publikace (výběr)
- Kapitoly z dějin Lužnice. Karel Maráz – Miroslava Kolouchová. Lužnice: Obec Lužnice, 2009. 72 s. ISBN 978-80-254-5251-6.
- Královské město Pohořelice. Pohořelice: Město Pohořelice, 2009
- Václav III. (1289 – 1306): Poslední Přemyslovec na českém trůně. Lektoroval: J. Žemlička, České Budějovice: Veduta, 2007. 160 s. ISBN 978-80-86829-25-8.
- Pečeti Jana Lucemburského. Brno: Masarykova univerzita, 2007. 93 s. ISBN 978-80-210-4491-3

### Odborné články (výběr)
- Pečeti českých králů a královen od Přemysla Otakara II. k Janovi Lucemburskému.  In: Královský sňatek. Eliška Přemyslovna a Jan Lucemburský – 1310. Praha: Gallery, 2010. ISBN 978-80-86990-55-2.
- Pečeti biskupa Jindřicha Zdíka. In: Jindřich Zdík (1126 – 1150). Olomoucký biskup uprostřed Evropy. Olomouc: J. Hrbáčová Olomouc, 2009, s. 172-177.
- K hodnostářům a úředníkům uherského (1301–1304), českého a polského (1305–1306) krále Václava III. In: Mediaevalia historica Bohemica 11, Supplementum 2. Praha: AV ČR, 2007, s. 103-113.
- Několik poznámek ke Konrádovi z Botenštejna anebo Opravdu nevíme kdo byl vrahem Václava III.?  In: Zprávy Vlastivědného muzea v Olomouci. Společenské vědy č. 294. Olomouc: Vlastivědné muzeum v Olomouci, 2007, s. 85-89. ISBN 978-80-85037-47-0.
- Zlatokorunský klášter ve falzátorské činnosti Oldřicha II. z Rožmberka.  In: Klášter Zlatá Koruna. Dějiny – památky – lidé. České Budějovice: Národní památkový ústav, 2007, s. 371-379. ISBN 978-80-85033-09-0.
- K vládě, osobnosti a vraždě Václava III. In: Sága moravských Přemyslovců. Život na Moravě od IX. do XIV. století. Ed. R. Fifková. Olomouc, Brno: 2006. s. 51-64. ISBN 80-85037-42-4.
- Několik poznámek k právním aspektům šlechtické sfragistiky v 15. a 16. století na příkladu pečetí moravské šlechty. Brno: 2006, s. 91-97. ISBN 80-86861-13-9.
- Pečeti Václava III. v souvislostech. In: Mezi knížaty a králi. Sborník prof. PhDr. Josefu Žemličkovi, CSc. k životnímu jubileu. Praha: Lidové noviny, 2006, s. 198-208. ISBN 978-80-7106-896-9.
- Pečeť Bavora ze Strakonic v Archivu Pražského hradu. In: Jihočeský herold 2/2005, s. 21-22.
- Vývoj erbu Slavatů v erbovních listinách.  In: Erbové listiny. Zborník z mezinárodnej konferencie. Martin: Slovenská národná knižnica, 2005, s. 145-151. ISBN 80-89023-86-X.
- Úvod do problematiky jezdeckých pečetí Rožmberků.  In: Jihočeský sborník historický 71/2002, s. 123-149.
- K otázce pravosti listiny Jana Lucemburského 21. června 1337.  In: Posel zpod Žalého. Benecko: Zpravodaj obce Benecko, 1999, s. 27-28.
- Jezdecká pečeť Jana Lucemburského jako vzor pro druhý jezdecký typář Petra I. z Rožmberka.  In: Genealogické a heraldické informace 1997, s. 15-20. ISSN 0862-8963.